# モングラ港
モングラ港は、バングラデシュの南西にあるバゲルハット県の中の主要な海港である。

## 概要
昔はプスール川に溯った11海里(18km)付近にあるチャルナという所に置かれたが、1954年12月11日からクルナの南の方へ48km先に置かれる。この港ではシュンドルボンのマングローブにおけるプロジェクトとして囲まれる。モングラの名はやがてヌラとして知られる、プスール側に定められたプスールやランパルから流れるモングラ川の由来から始まった。
パキスタン行政の間、この港の司令部ではクルナの主要会社の管理者に基づかれ、そしてプスール川とモングラ川が合流しあって定められた。モングラ港からベンガル湾へ約62海里(100km)横わたっており、そこから先へ諸島の主要な港や鉄道の終着地であるクルナやコルカタ、ハルディアへ、またガンジスデルタの方で世界中で大きな海港であるチッタゴンへ経由する。この港は世界中のほとんどの主要の港と貿易の輪を持つ。だがモングラに着く船は東アジアやオーストラリア、ヨーロッパ、北アメリカから来る船が多く、ラテンアメリカやアフリカの国々の港からモングラに来る船はめったにない。
モングラ港は24時間開港しその1日で約225もの大きい船がこの港に入ってくる。この港には大きな水運があり少数の船が停泊するためにも利用される。この港からはジュートや皮、タバコ、冷凍の魚介類やえびなどの輸出品を他国の港へ運ぶ。輸入品としては小麦やセメント、石炭、パルプなどが他国の港から運ばれてくる。
2001年時点でのこのモングラの人口は56,746人まで高く及んでいたが、その年から2011年時点で39,837人に減少している。またこのモングラ内の面積は1,461.21km²を有し、人口密度は93.5inh./km²である(2011年時点)。